# Machadocepheus tuberculosus
Machadocepheus tuberculosus är en kvalsterart som beskrevs av Sandór Mahunka 1987. Machadocepheus tuberculosus ingår i släktet Machadocepheus och familjen Carabodidae. Inga underarter finns listade i Catalogue of Life.